# 僕らの恋のはじめかた
『僕らの恋のはじめかた』（ぼくらのこいのはじめかた）は、ああとあいてぃ株式会社が提供していた携帯端末向け恋愛アドベンチャーゲームである。略称ぼくこい。シナリオは神野マサキが担当。

## 登場人物
主人公（名前変更可）
声－なし
誕生日：12月2日
高校2年生。両親が海外に赴任している。
森園ありす
声－釘宮理恵
誕生日：12月1日
高校2年生。主人公の幼馴染でクラスメイト。将来の夢は「大好きな人のお嫁さん」
柊奈々
声－伊藤静
誕生日：2月27日
高校3年生。現役女子高生アイドルで、世界で活躍する女優を目指している。
雨月リスティール
声－小清水亜美
誕生日：5月12日
高校2年生。フランスと日本のクォーター。日本のアニメなど、オタク文化に憧れて来日。
「魂の名前」およびコスプレネームとして「アンジェ」と名乗っている。
桐野綾音
声－新谷良子
誕生日：9月14日
高校2年生。多国籍企業桐野グループの社長令嬢だが、本人は普通の高校生活を送ることを望んでいる。
夏沢葵
声－伊藤かな恵
誕生日：8月8日
高校1年生。水泳部に所属しており、スポーツ万能。

## 主題歌
オープニングテーマ「君色」
歌：榊原ゆい
エンディング「Love is Love」
歌：榊原ゆい